# Matrika stopenj
Matrika stopenj je diagonalna matrika, ki vsebuje stopnje za vsako točko. Uporablja se skupaj z matriko sosednosti za tvorjenje Laplaceove matrike.

## Definicija
Za dani graf {\displaystyle G=(V,E)\,} je matrika stopenj kvadratna matrika z razsežnostjo {\displaystyle n\times n\,}, ki ima elemente enake:
{\displaystyle d_{i,j}=\left\{{\begin{matrix}\deg(v_{i})&{\mbox{kadar je}}\ i=j\\0&{\mbox{v ostalih primerih}}\end{matrix}}\right.},
kjer je:
- {\displaystyle \deg(v_{i})\,} stopnja točke {\displaystyle i\,}.

## Zgled
| graf z označenimi točkami | matrika stopenj |
| ------------------------- | --- |
|                           | {\displaystyle {\begin{bmatrix}4&0&0&0&0&0\\0&3&0&0&0&0\\0&0&2&0&0&0\\0&0&0&3&0&0\\0&0&0&0&3&0\\0&0&0&0&0&1\\\end{bmatrix}}} |

V neusmerjenem grafu je stopnja enaka številu povezav, ki so vezane na točko. To pomeni, da se zanke štejejo dvakrat (glej točko 1).
Matrika stopenj za k-regularni graf ima glavno diagonalo iz samih enakih vrednosti, ki so enake k.